# Beautiful Stranger
"Beautiful Stranger" je pjesma američke pjevačice Madonne koju je s Williamom Orbitom snimila za film Austin Powers: Špijun koji me hvatao. Izdana je kao singl u srpnju 1999., te je bila posljednja Madonnina pjesma u 1990-ima. Pjesma je zabilježila veliki uspjeh na svjetskim ljestvicama, uključujući i UK gdje se popela na visoko 2. mjesto. U SAD-u pjesma nije puštena kao komercijalno izdanje, ali je i usprkos tome zabilježila vrlo dobar plasman na Billboard Hot 100 dospjevši na 19. mjesto i to zbog puštanje pjesme na radio postajama. Uvrštena je na kompilacije najvećih hitova GHV2 (2001) i Celebration (2009).

## Uspjeh pjesme
U Sjedinjenim Državama je pjesma debitirala na 78. poziciji Billboard Hot 100, te nakon 2 tjedna dosegnula vrhunac na 19. mjestu i to zahvaljujući puštanju singla na radio postajama. To se smatralo velikim uspjehom, jer pjesma nije puštena kao komercijalno izdanje i da se nije mogla kupiti kao singl. Zbog toga su fanovi u SAD-u morali kupovati soundtrack filma, koji je samo u SAD-u prodan u 2 milijuna primjeraka. Pjesma je bila veliki dance hit, zauzevši 1. poziciju na Billboard Hot Dance Music/Club Play i 3. poziciju na Hot Dance Singles Sales.
U Ujedinjenom Kraljevstvu je pjesma bila ogroman hit, dospjevši na 2. mjesto najboljih singlova, a do 1. pozicije joj se ispriječila pjesma "Bring It All Back". Pjesma je provela 16 tjedana na ljestvici, od toga 7 tjedana u prvih 20. "Beautiful Stranger" je također bila veliki airplay hit, postavši tako jedna od najslušanijih pjesama na radio postajama u UK ikada. U jednom tjednu je pjesma puštena i 2,462 puta. Singl je UK prodan u 513.992 primjeraka.
I u ostatku svijeta je pjesma bila veliki hit, dosegnuvši prvo mjesto u Kanadi, JAR, Finskoj i Italiji. U Australiji je dospjela u prvih 5, a u Top 20 u Francuskoj, Njemačkoj, Nizozemskoj, Irskoj i Japanu.
Pjesma je osvojila Grammy, MTV-jevu nagradu za "Najbolju pjesmu iz filma". Također se našla na Madonninoj DVD kompilaciji The Video Collection 93:99.
Ovo je ujedno i zadnja Madonnina pjesma u 1990-ima.

## Obrade
- Soundtrack Version (4:51)
- Lite Radio Mix (5:00)
- Instrumental (4:21)
- Acapella (3:41)
- Video Version (4:32)
- Video Instrumental (4:32)
- William Orbit Radio Edit (3:59)
- William Orbit Radio Edit Instrumental (3:40)
- Edit from William Orbit Promo CD (3:50) promotivno izdanje
- Victor Calderone Club Mix (10:13)
- Victor Calderone Dub Mix (6:20) promotivno izdanje
- Victor Calderone Radio Edit (4:03)
- Victor Calderone New Club Edit (5:11) promotivno izdanje

## Uspjeh na ljestvicama
| Ljestvica (1999)                   | Pozicija |
| ---------------------------------- | -------- |
| Australija                         | 5        |
| Austrija                           | 14       |
| Belgija (Flandrija)                | 15       |
| Belgija (Valonija)                 | 12       |
| Europa                             | 2        |
| Finska                             | 1        |
| Francuska                          | 17       |
| Irska                              | 3        |
| Italija                            | 1        |
| Kanada                             | 1        |
| Nizozemska                         | 6        |
| Norveška                           | 8        |
| Novi Zeland                        | 5        |
| Njemačka                           | 13       |
| Španjolska                         | 4        |
| Švedska                            | 15       |
| Švicarska                          | 6        |
| Ujedinjeno Kraljevstvo             | 2        |
| U.S. Billboard Hot 100             | 19       |
| U.S. Billboard Hot 100 Airplay     | 11       |
| U.S. Billboard Hot Dance Club Play | 1        |

| Država                 | Certifikacija |
| ---------------------- | ------------- |
| Australija             | Zlatna        |
| Ujedinjeno Kraljevstvo | Zlatna        |